# 鲁道夫·赫斯
鲁道夫·瓦尔特·里夏德·赫斯（德語：Rudolf Walter Richard Heß，1894年4月26日—1987年8月17日），是德國的一位政治人物、被定罪的戰犯，也是德國納粹黨的核心領導層之一。1933年，他被任命為元首副手（德語：Stellvertreter des Führers），並一直擔任此職位直到1941年，當時他獨自飛往蘇格蘭，試圖促成英國退出第二次世界大戰的談判。赫斯在抵達後即被俘，最終被以破壞和平罪判刑。他在1987年自殺時，仍在服無期徒刑。
第一次世界大戰爆發時，赫斯加入德意志帝國陸軍擔任步兵。他在戰爭期間多次受傷，並於1915年獲得鐵十字勳章二級。戰爭結束前不久，他入伍接受飛行員訓練，但未有機會參與作戰。1918年12月，他以後備中尉（Leutnant der Reserve）軍銜退役。1919年，他入讀慕尼黑大學，在卡爾·豪斯霍弗的指導下學習地緣政治學。豪斯霍弗提倡生存空間的概念，這後來成為納粹意識形態的支柱之一。赫斯於1920年7月1日加入納粹黨，並於1923年11月8日參與了啤酒館政變，即納粹黨企圖奪取巴伐利亞政府的失敗政變。赫斯在為這次政變服刑期間，協助希特勒撰寫《我的奮鬥》，該書成為納粹黨政治綱領的基礎之一。
希特勒於1933年1月成為總理後，赫斯於4月被任命為納粹黨副元首。他在3月大選中當選為國會議員，6月被授予納粹黨全國領導（Reichsleiter）職銜，12月又被任命為不管部长。 1938年，他被任命為內閣委員會成員，並於1939年8月成為國防委員會成員。1939年9月1日戰爭爆發時，希特勒發布法令，指定赫爾曼·戈林為正式接班人，而赫斯則為次位繼承人。 除了代表希特勒出席演說和集會外，赫斯還簽署了多項政府立法，包括1935年的紐倫堡法案，該法案在大屠殺爆發前剝奪了德國猶太人的基本權利。
隨著戰爭展開，赫斯被排除在大部分重要決策之外，希特勒內圈中的許多人認為他精神失常。1941年5月10日，赫斯駕駛Bf 110E-1/N重型戰機單獨飛往蘇格蘭，希望與他認為反對英國政府戰爭政策的第14代漢密爾頓公爵道格拉斯·道格拉斯-漢密爾頓會面以安排和平談判。英國當局在他抵達後立即將其逮捕，並一直拘押至戰爭結束，然後將他送回德國，接受1946年紐倫堡審判對主要戰犯的審判。審判期間，他大部分時間聲稱自己失憶，但後來承認這是故意裝病。他被判犯有破壞和平罪以及與其他德國領導人共謀犯罪的罪行，被判處無期徒刑，並在施潘道監獄服刑。蘇聯曾多次阻止家屬和政要爭取他的提前釋放。在施潘道監獄作為唯一一名囚犯被單獨關押期間，赫斯於1987年自縊於施潘道战犯监狱內的小别墅中，享年93歲。
赫斯死後，施潘道監獄被拆除，以防成為新納粹朝聖地。他墓碑上刻有「Ich hab's gewagt」（我敢於嘗試）的字句，曾成為新納粹分子的朝聖與示威場所。2011年，當局拒絕續租墓地，將他的遺骨掘出火化，墓碑也被銷毀。

## 生平

### 早期生涯
1894年4月26日，出生於埃及亞歷山大港的德國商人家庭。赫斯先後在亞歷山大港的德國教會學校、德國的巴德戈迪斯堡教育學院、瑞士的納沙泰爾商業學校和德國的慕尼黑大學學習，赫斯與慕尼黑大學教授、地緣政治學創始人豪斯霍弗關係頗為密切，豪斯霍弗的地緣政治學理論對赫斯的世界觀影響極大。
在那个时代，盡忠报国是德国年轻人的主流思想，赫斯也不例外。1914年8月赫斯报名参加了第一次世界大戰巴伐利亚第7步兵团，先後在西線和東線參戰，兩次身負重傷，獲得二級鐵十字勛章，最後轉入德國空軍服役，成為戰鬥機飛行員（巴伐利亞第34戰鬥機中隊），直到戰爭結束。並因表现英勇被晋升为少尉。
赫斯在慕尼黑修讀經濟學、歷史與地緣政治學的時期開始與納粹組織接觸，隨後並加入圖勒社。1920年加入國社黨。

### 元首副手

赫斯的副元首旗

1923年11月9日，赫斯追随希特勒在慕尼黑的贝格勃劳凯勒啤酒馆举行暴动。暴动失败后，赫斯逃至奥地利，稍后回到德国，被判在兰茨贝格监狱（当时希特勒正在其中服刑）服刑7个月。
正是在蘭茨貝格監獄，赫斯激起希特勒对地缘政治学的兴趣，笔录了希特勒的自傳《我的奋斗》。不仅如此，最新研究成果表明，赫斯是《我的奋斗》的作者之一。因为赫斯调整过希特勒的一些构思，对全书的内容提出过建议，对文字作过某些修改，对某些部分作过删节并加进赫斯的某些观点。
纳粹党于1925年重组之后，赫斯成为希特勒的私人秘书。这是赫斯青云直上的起点。1932年12月，赫斯被希特勒任命为纳粹党中央政治委员会主席。就在1932年，赫斯成为德国国会的纳粹党议员，並晋升为党卫军上将。希特勒出任德国总理，纳粹党登上国家权力舞台之后，1933年4月21日，赫斯被任命为纳粹党副元首。同年6月29日，赫斯还被任命为德国不管部长，统管除外交政策和武装部队以外的一切事务。
1939年9月1日，入侵波蘭與第二次世界大戰開始的當天，希特勒宣布如果他和赫爾曼·戈林發生意外，赫斯將會是繼任元首的第3順位。

### 飛往英國

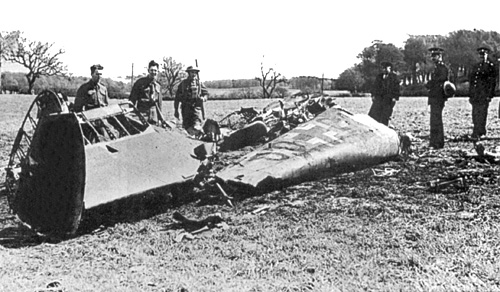
赫斯墜毀的Bf 110戰鬥機

1941年5月10日，約晚間6時，赫斯單獨搭乘一架梅塞施密特Bf 110D戰鬥機從奥格斯堡出發，途經达姆施塔特與波恩，前往蘇格蘭。愛丁堡機場控制中心報告入侵者在23:09分於格拉斯哥南方墜毀。赫斯從他的Bf 110D跳傘降落，在格拉斯哥南方的伊格尔瑟姆附近著陸，降落過程中腳踝受傷。
赫斯首先被當地農夫戴维·麦克莱恩所發現。赫斯聲稱他是阿尔弗雷德·霍恩上尉，並且有重要的訊息要親自給第十四代漢密爾頓公爵道格拉斯·道格拉斯-漢密爾頓，赫斯被送到當地醫院處理腳傷。漢密爾頓公爵得到通知，並拜訪這名俘虜。與漢密爾頓公爵親自會面後，赫斯才透露他的真實身份。漢密爾頓公爵立刻告知溫斯頓·邱吉爾，並證實了赫斯的身份。赫斯遭到英方拘留，直到大戰結束和接下來的紐倫堡審判。
希特勒聲稱對於赫斯的行動毫不知情，隨後納粹黨宣佈赫斯精神失常。赫斯的家人沒有遭到納粹清算，希特勒給予赫斯的妻子一筆撫恤金，但是剝奪赫斯在黨和國家所擁有的一切職務，並私下命令如果赫斯回到德國便格殺無論，馬丁·鮑曼繼承了赫斯的職位。
赫斯飛英引起了蘇聯領袖約瑟夫·史達林的懷疑，史達林擔心英國真的會與德國進行秘密會議一起對付蘇聯。後來當邱吉爾與史達林會面，邱吉爾發現史達林仍相信英方曾與赫斯進行某種秘密協定，邱吉爾嚴正駁斥才化解蘇方的疑慮。

### 战後受審

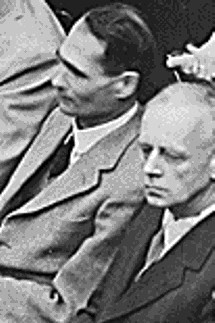
纽伦堡审判中的赫斯與里宾特洛甫

赫斯在英國牢獄中待了將近4年，在大戰中缺席了大半時間，例如討論滅絕猶太人的「萬湖會議」是在1942年1月20日舉行，因此不像其他紐倫堡的戰犯，盟軍對於赫斯到底該負多少戰爭與種族滅絕責任一直存有爭議。
在蘇聯的堅持下，1945年10月赫斯被送到紐倫堡接受國際軍事法庭的審判。赫斯被起訴4項罪名：破壞和平罪、密謀罪、戰爭罪與反人道罪。赫斯在前兩項罪名被判有罪，處無期徒刑，至於戰爭罪與反人道罪的審判結果則獲判無罪。
1947年赫斯被轉移到柏林施潘道監獄。在1966年巴爾杜爾·馮·席拉赫與阿爾貝特·施佩爾獲釋後，赫斯便成為施潘道監獄唯一的囚犯。

### 獲釋和死亡

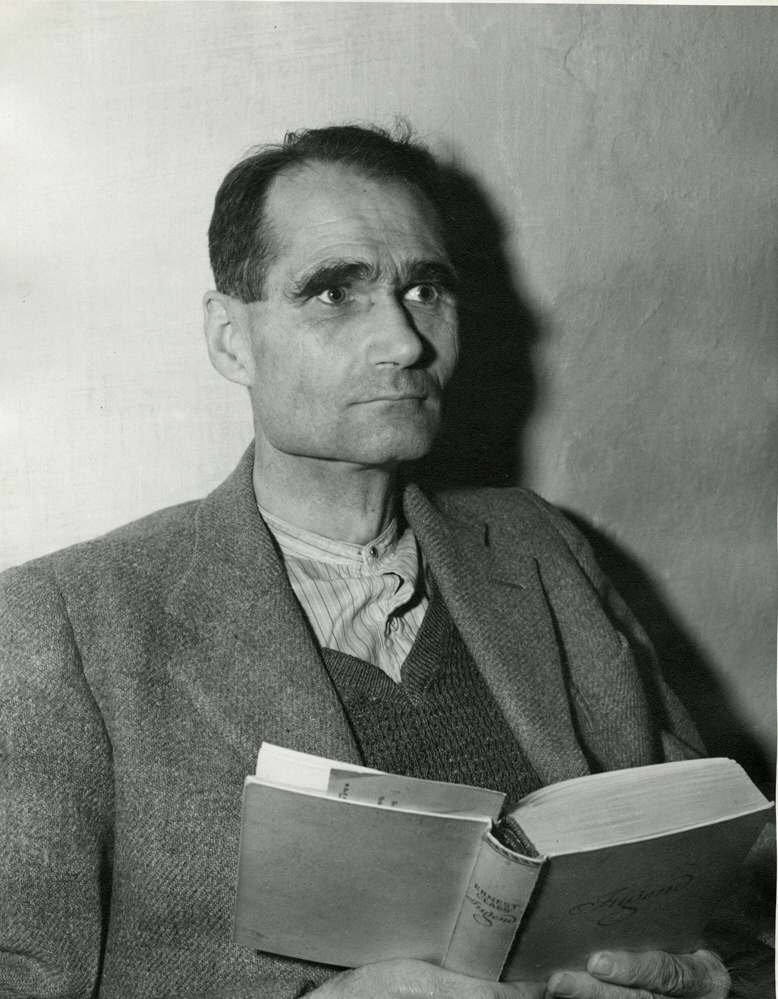
獄中的赫斯

赫斯于1987年8月17日被發現在施潘道監獄上吊身亡，時年93歲。當時赫斯的脖子上有繩索多次纏繞過的跡象，勒痕呈平行狀，因此有不少人認為赫斯的死並不單純。赫斯後來成為了新納粹主義的崇拜對象，而他的兒子沃爾夫·赫斯成了著名的右翼人士，並稱聲稱其父親過世於謀殺。依照遗愿，赫斯与其父母合葬在巴伐利亚州的小镇文西德尔。此后每年忌日前后，许多新纳粹会到他的墓地举行纪念活动。
赫斯死後，施潘道監獄被拆除，以防止成為納粹崇拜者的聖地。赫斯是希特勒內閣活得最久的閣員（93岁）。2011年7月20日，经与其后人协商之后，他的墓地被清除，遗体被火化，骨灰撒入大海。

## 赴英臆測

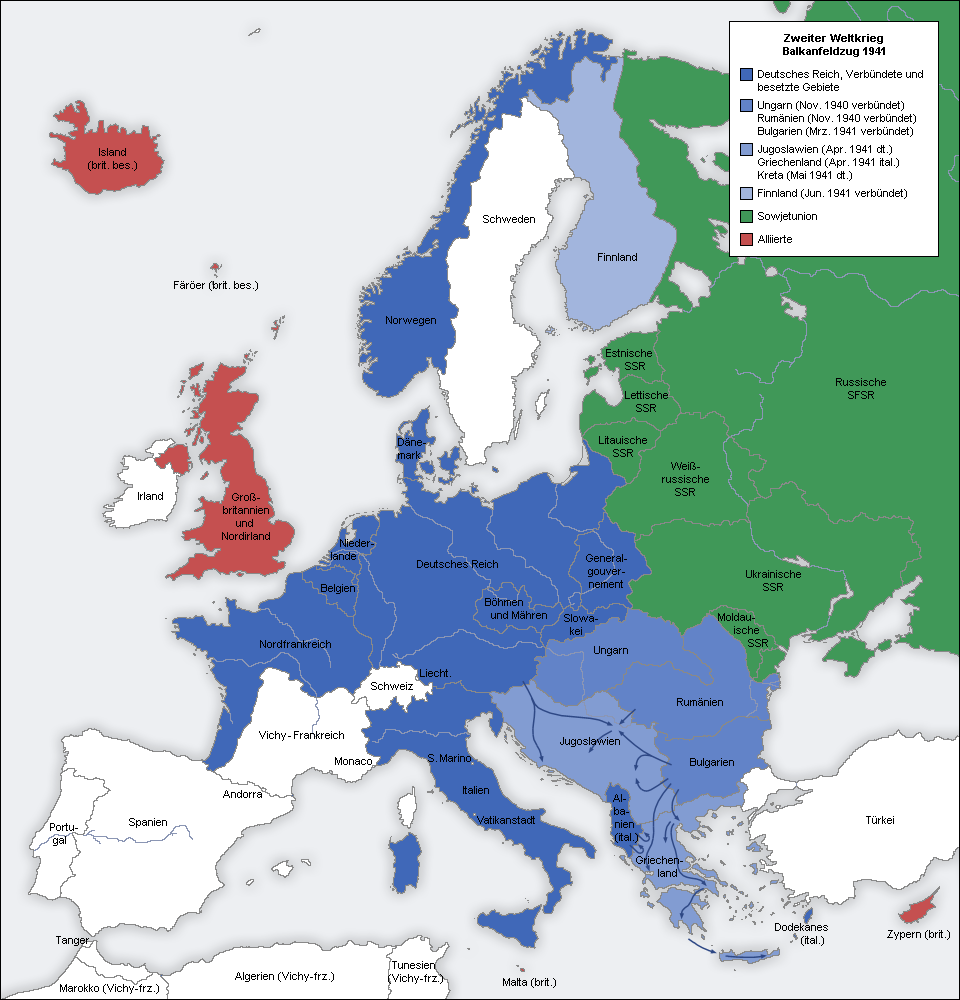
1941年5月，蘇德戰爭前的歐洲

赫斯前往英國的動機一直是第二次世界大戰期間最大的謎團之一，英國當局至今并未公佈檔案。
1941年初，德國在這時對英國仍有戰略上的優勢——希臘戰役援希英軍被德義聯軍打退，希臘被佔領、意大利發動地中海戰役、克里特岛戰役失利、連年敗戰與食物短缺造成英國國內民心士氣低落、邱吉爾內閣承受龐大壓力責難而地位難保、英國境內不論王室民間也的確存在親德勢力。在蘇德戰爭前夕，也許是受到他的顧問影響，赫斯希望與英國內部親德勢力取得聯繫、撤換邱吉爾內閣、與英國和解，甚至成為盟友，聯手對付蘇聯或至少保持中立。赫斯希望藉由他的顧問阿尔布里希特·豪斯霍弗尔（卡尔·豪斯霍弗尔之子）與漢密爾頓公爵的關係，與英方達成和平協議，並取得外交上的勝利。
1943年5月，雜誌《美國信使》刊出一則匿名來源的小道消息，指出英國情報單位军情六处利用與漢密爾頓公爵親自會面的條件來引誘赫斯自投羅網；然而這則消息被希特勒所否認。赫斯在牢房裡受到非常嚴密的監視，包括所有的警衛和監獄人員都不可與赫斯說話，一直到赫斯死亡為止，因此赫斯當年到底和英國討論何種事務，顯然是最高機密。

## 註解
1. ↑  Williams 2015，第497–498頁.
2. ↑  Williams 2015，第497頁.
3. ↑  . 時代雜誌. 1942-03-02  [2010-07-27]. （原始内容存档于2012-04-23）.
4. ↑  Görtemaker, Manfred. . German Historical Perspectives 18. Berg. 2006: 76. ISBN 978-1-85973-842-9.
5. ↑  McRoberts, Douglas. . William Kimber. 1985: 143. ISBN 0-7183-0572-8.
6. ↑  .   [2009-08-27]. （原始内容存档于2004-07-23）.
7. ↑  .   [2009-08-27]. （原始内容存档于2009-08-21）.
8. ↑  .   [2009-08-27]. （原始内容存档于2006-04-15）.
9. ↑  . New York Times. 1987-08-23  [2007-07-21]. （原始内容存档于2008-12-20）. Walter Richard Rudolf Hess, the last of Hitler's lieutenants, died last week in Nuremberg Prison in West Berlin in characteristically murky circumstances. Allied officials said Hess had committed suicide, as did his long-dead fellow Nazis - Hitler, Goring, Goebbels and Himmler, strangling himself with an electric cord. They said he left a note pointing to suicide, but a lawyer for the partially blind 93-year-old prisoner suggested there might have been foul play.
10. ↑  . 時代雜誌. 1987-08-31  [2007-08-21]. （原始内容存档于2008-12-06）. Nearly every day for four decades, the prisoner took a stroll through a tiny garden inside West Berlin's forbidding Spandau fortress. He was never without a keeper and his gait had slowed to a shuffle over the years, but he rarely missed the opportunity for fresh air. Last Monday a guard left him alone briefly in a small cottage at the garden's edge. A few minutes later the guard returned to find the sole inmate of Spandau slumped over, an electrical cord wound tightly around his neck. Rushed to the nearby British Military Hospital, 93-year-old Hess was pronounced dead at 4:10 p.m. An autopsy showed that he had died of asphyxiation.
11. ↑  .   [2011-07-22]. （原始内容存档于2011-07-24）.
12. ↑  Bird, Eugene K. . The Viking Press. 1974: 235. NOTE: Bird showed the Haushofer Letters in the National Archives in Washington D. C.
13. ↑  "The Inside Story of the Hess Flight" The American Mercury compendium volume CX-CXI Spring 1974 page 18 p. 22

## 外部連結
- YouTube【Don't Ever Forget】Russian Neo-Nazis "新納粹斬首事件" Beheaded Shamil Odamanov （页面存档备份，存于）
- （德文） www.dhm.de/ （页面存档备份，存于）德国历史博物馆中的赫斯生平
- Article about British release of information about Hess's crash-landing outside Glasgow （页面存档备份，存于）
- Rudolf Hess's relationship to Rudolf Steiner's Anthroposophy （页面存档备份，存于）
- Correspondence on Rudolph Hess's incarceration held by the National Archives of the United Kingdom （页面存档备份，存于）
- Mail firm issues stamps of Hitler deputy （页面存档备份，存于） Reuters 22 May 2008
- 魯道夫·赫斯死亡調查材料 （俄文） （页面存档备份，存于）